# My Name Is Emily
My Name Is Emily é um filme de drama da Irlanda de 2015.

## Sinopse
Para procurar seu pai que está preso em uma instituição psiquiátrica, uma adolescente foge de um orfanato com um garoto.

## Elenco
- Evanna Lynch ... Emily
- Martin McCann ... Swimming Teacher
- Michael Smiley ... Robert